# MAMORE!!!
「MAMORE!!!」（マモレ!!!）は、日本の女性アイドルグループ・アイドリング!!!の楽曲。2012年1月18日にポニーキャニオンからリリースした、通算17枚目のシングル。楽曲は、ソングライター・leonn（作詞）と日比野裕史（作曲）の共作。

## 背景・制作
前作「Don't think. Feel !!!」から、半年後に発表した17thシングル。
離脱中だったメンバー 後藤郁が、昨年8月から芸能活動を再開しグループに復帰。また、昨年末に谷澤恵里香・フォンチーが卒業し、本年5月に森田涼花も卒業するため、18人編成として最後の作品である。
表題曲
表題曲は、グループの楽曲制作に馴染みのソングライター leonn（作詞）・日比野裕史（作編曲）のコンビが担当。c/w曲にも、過去の馴染みなソングライターが関わっている。楽曲は後の5thアルバム『GOLD EXPERIENCE』に、当時の在籍メンバー25人で再録したバージョンも収録されている。
表題は綴りの通り、『守る』をテーマとしている。東日本大震災をきっかけに、様々な事を考えさせられた激動の2011年を振り返り、『家族、友達、愛する人。あなたが守るべきものは何ですか?』と問いかけるロック・ナンバーとなっている。
収録メンバー
c/wはユニット曲になっている。「サラサラ★キューティコー」は当時ロングヘアであったメンバー、「バッキューン!」は19歳だった3名が選抜された。
| 収録曲                      | 収録CD        | メンバー |
| --------------------------- | ------------- | --- |
| 「MAMORE!!!」               | 全形態共通    | 遠藤舞・外岡えりか・横山ルリカ・森田涼花・河村唯・長野せりな・酒井瞳・朝日奈央・菊地亜美・三宅ひとみ・橘ゆりか・大川藍・橋本楓・倉田瑠夏・伊藤祐奈・野元愛・後藤郁・尾島知佳 |
| 「サラサラ★キューティコー」 | 同上          | 外岡えりか・横山ルリカ・酒井瞳・橋本楓、倉田瑠夏・後藤郁・尾島知佳 |
| 「バッキューン!」           | 初回盤A・B・C | 森田涼花・三宅ひとみ・橘ゆりか |

## リリース
シングルCDは、初回盤A・B・C、通常盤の4形態でリリース。初回盤AにはDVDとトレーディングカードパターン1（全18種の内1種）、初回盤BにはBlu-ray Disc、初回盤Cにはオリジナルフォトブックとトレーディングカードパターン2(全18種の内1種)、通常盤にはトレカパターン3（全18種の内1種）が付属する。また、すべての形態に「一斉握手会参加券」と、アイドリング!!!新メンバー5期生選考企画（後述）に一般参加できる「5期生投票ID券」が封入される。投票ID券は1枚につき、5期生候補者15名の中から1人に1回投票ができる。｢一斉握手会参加券｣は握手会に参加できない場合、「プレゼント応募券」として使用する事も出来る。
特典企画
協力店舗でのみ、先着購入者に「オリジナル生写真（各店絵柄別）」を配布する、特典企画を実施している。

## プロモーション
楽曲のプロモーションで、以下のメディアに出演した。
テレビ番組
- HEY!HEY!HEY! 新春!元気が湧いてくるアイドルの祭典SP（2012年1月9日、フジテレビ系）
- 魁!音楽番付〜EIGHT〜（2012年1月11・18・25日、フジテレビ）
- アイドリング!!!スペシャル（2012年2月2日、スペースシャワーTV プラス） - MVオンエア
- ミュージャック（2012年2月3日、関西テレビ）

ラジオ番組
- The Nutty Radio Show おに魂（2012年1月23日、NACK5）
- MBSうたぐみ Smile×Songs（2012年1月23日、MBSラジオ）

イベント
表題曲の「守る」というテーマが縁で、1月10日「110番の日」の愛宕警察署主催イベントに参加した。グループを代表して遠藤舞が1日愛宕警察署長を務め、「110番の日」をPRしている。
- 愛宕警察署「110番の日」トークイベント（2012年1月10日、東京・新橋駅前SL広場）

主催企画
発売記念イベント兼ねた握手会が、以下の日時・場所で実施された。
「MAMORE!!!」発売記念イベント
- 2012年1月7・8・17日、2月4・5・11・12日 フジテレビ湾岸スタジオ

リリース連動企画
シングル発売と連動して「アイドリング!!!新メンバー みんなで選ぼうング!!!」と題した、アイドリング!!!5期生を選考する投票企画が実施された。『アイドリング!!!11thライブ』公演で最終ノミネートされた候補者15名から、シングルCDに付属する上記の「投票ID券」で応募した投票結果を参考に、正式な5期生メンバーを選出。最終的に高橋胡桃・石田佳蓮・玉川来夢・清久レイアの4名に決定し、同年3月2日に、レギュラー番組『アイドリング!!!』の生特番で御披露目された。
店舗企画
タワーレコード新宿店が展開した、アイドルとのコラボレーション企画「NO MUSIC, NO IDOL?」の第10弾ポスターに採用され、シングル盤ジャケットの衣装で掲載されている。CD発売翌日には、コラボを記念したアイドリング!!!ミニライブも実施した。

## アートワーク
各盤のジャケット写真は、メンバーのショットがそれぞれに割り振られている。
| 形態    | メンバー                                                     |
| ------- | ------------------------------------------------------------ |
| 初回盤A | 遠藤舞・河村唯・三宅ひとみ・大川藍・後藤郁・尾島知佳         |
| 初回盤B | 外岡えりか・森田涼花・長野せりな・菊地亜美・橋本楓・倉田瑠夏 |
| 初回盤C | 横山ルリカ・酒井瞳・朝日奈央・橘ゆりか・伊藤祐奈・野元愛     |
| 通常盤  | 上記メンバー18人                                             |

衣装は表題曲からイメージしたミリタリーテイストのデザインで、濃緑色のジャケットと赤系のスカートか短パンに、スエード系の黒いロングブーツを履き、メンバーによっては略帽を被っている。胸元にはメンバーの号数が入ったワッペンを着用。それには1期生が赤、2期生が青、3期生がピンク、4期生が緑と、期別に色分けしたハートマークが刻まれている。

## チャート成績
オリコンウィークリーシングルランキングで2位を記録し、グループの最高記録を更新した。また、初日のみで前作「Don't think. Feel !!!」の総売上を超え、初動だけでグループの最高売上枚数記録を更新し、歴代で最もヒットしたシングルとなった。

## ミュージック・ビデオ
リリースに先行して、楽曲のショートバージョンがYouTubeで無料公開された。初回盤A・Bに付属するDVDやBDには、本編を含む複数のバージョンが収録されている。
劇中シーンは、世田谷区にある「STUDIO STANDARD 成城南」で撮影され、包み込むような“強さ”の表現や雰囲気を出すために、窓を消した真っ暗な倉庫のセットで行われた。劇中ラストのカットではリーダーの遠藤舞が、グループのシンボルマークである感嘆符の紋章が入った赤い旗を掲げるシーンがあり、これは戦う女性として著名であるフランス王国の軍人・ジャンヌ・ダルクをイメージしている。

## ライブ・パフォーマンス
発売記念イベント兼ねたミニライブが、以下の日時・場所で実施された。18日のラゾーナ川崎でのイベントでは、警備会社『ALSOK』の協力で、同社が開発した警備ロボット『Reborg-Q』とのコラボが実施され、「守れ(MAMORE!!!)」をPRした。
「MAMORE!!!」発売記念イベント 
- 2012年1月18日 ラゾーナ川崎プラザ ルーファ広場グランドステージ
- 2012年1月19日 お台場ヴィーナスフォート - 「NO MUSIC，NO IDOL?」名義企画
- 2012年1月20日 タワーレコード渋谷店
- 2012年1月21日 東京ドームシティ ラクーアガーデンステージ
- 2012年1月22日 大阪・千里セルシー 1Fセルシー広場 / エアポートウォーク名古屋 3Fイベントスペース

ライブイベント
楽曲は、2011年12月4日に開催した本公演『アイドリング!!!11thライブ』において初披露された。これには、同年末にグループを卒業した谷澤恵里香・フォンチーが、最初で最後のパフォーマンスをしている。収録曲はグループ定期公演のほか、以下のイベント等でライブ披露している。
- アイドリング!!! 11thライブ〜めっちゃ近いぞ!ビッグエッグング!!!〜（2011年12月4日、TDCホール）
- ジュクはちライブ in ルミネtheよしもと（2011年12月29日ほか、ルミネtheよしもと）
- ニコはちライブ（2012年1月28日ほか、六本木ニコファーレ）
- ヤマダ電機 家電フェア2012（2012年1月29日、京セラドーム大阪）
- TOKYO EARTH WORKERS collection 2012（2012年2月12日、国分寺市立いずみホール）
- ジュクはちライブ in NGK（2012年3月11日、大阪なんばグランド花月）
- MCN開局15周年特別企画 アイドリング!!!スペシャルライブ（2012年4月30日、宮崎市民プラザ）
- U.M.Uご当地アイドルフェスティバル（2012年5月3日、NHK ふれあいホール）
- EXIT TUNES ACADEMY（2012年5月6日、さいたまスーパーアリーナ）

## メディアでの使用
収録曲は以下のメディアで使用された。
「MAMORE!!!」
- フジテレビ系『奇跡体験!アンビリバボー』2012年1月 - 3月度エンディングテーマ
- 平和『CRドキッ!丸ごと水着 女だらけの水泳大会 アイドルだらけで困っちゃうング!!!』挿入歌

「サラサラ★キューティコー」
- TBS系『はなまるマーケット』2012年1月 - 3月度エンディングテーマ

## シングル収録トラック
| #         | タイトル                    | 作詞          | 作曲       | 編曲       | 時間  |
| --------- | --------------------------- | ------------- | ---------- | ---------- | ----- |
| 1.        | 「MAMORE!!!」               | leonn         | 日比野裕史 | 日比野裕史 | 4:07  |
| 2.        | 「サラサラ★キューティコー」 | 奥村愛子      | 宮崎誠     | 宮崎誠     | 4:38  |
| 3.        | 「バッキューン!」           | 宮崎誠、leonn | 宮崎誠     | 宮崎誠     | 3:57  |
| 4.        | 「MAMORE!!!」(Instrumental) |               |            |            | 4:05  |
| 合計時間: | 合計時間:                   | 合計時間:     | 合計時間:  | 合計時間:  | 16:49 |

| #  | タイトル                                       | 作詞 | 作曲・編曲 |
| -- | ---------------------------------------------- | ---- | ---------- |
| 1. | 「MAMORE!!! -Music Video-」                    |      |            |
| 2. | 「MAMORE!!!」(Dancing Ver.)                    |      |            |
| 3. | 「MAMORE!!!」(Dancing Ver. feat. Rurika & Ai)) |      |            |
| 4. | 「Making of MAMORE!!! MV」                     |      |            |

| #  | タイトル                                                       | 作詞 | 作曲・編曲 |
| -- | -------------------------------------------------------------- | ---- | ---------- |
| 1. | 「MAMORE!!! -Music Video-」                                    |      |            |
| 2. | 「MAMORE!!! -Music Video-」(Close Up Ver.)                     |      |            |
| 3. | 「MAMORE!!!」(Dancing Ver.)                                    |      |            |
| 4. | 「MAMORE!!!」(Dancing Ver. feat.Rurika & Ai)                   |      |            |
| 5. | 「Making of MAMORE!!! MV」                                     |      |            |
| 6. | 「Martin Solveig & Dragonette feat.Idoling!!! -Big in Japan-」 |      |            |

| #         | タイトル                    | 作詞      | 作曲       | 編曲       | 時間  |
| --------- | --------------------------- | --------- | ---------- | ---------- | ----- |
| 1.        | 「MAMORE!!!」               | leonn     | 日比野裕史 | 日比野裕史 | 4:07  |
| 2.        | 「サラサラ★キューティコー」 | 奥村愛子  | 宮崎誠     | 宮崎誠     | 4:39  |
| 3.        | 「MAMORE!!!」(Instrumental) |           |            |            | 4:05  |
| 合計時間: | 合計時間:                   | 合計時間: | 合計時間:  | 合計時間:  | 12:52 |